# Jeannie Hsieh
Jeannie Hsieh (chino: 謝金燕; nacida el 25 de diciembre de 1974) es una cantautora, bailarina, actriz y modelo taiwanesa. Ella es conocida por sus composiciones musicales y por su estilo de fusionar diferentes géneros musicales como el techno y el hip-hop, ha interpretado sus temas musicales en diferentes idiomas, como en mandarín, cantonés e inglés, para darse a conocer dentro y fuera de su país. Su video musical estraída de álbum titulado "Hsieh", editado en 2013, de su sencillo titulado "Sister" (姐姐), ha sido visitada con una cifra de 15 millones de veces por YouTube.